# Krups
Krups é um fabricante alemã de electrodomésticos que, foi durante muitos anos, a líder no fabrico de máquinas de fazer café. Possuía uma fábrica localizada em Limerick, na Irlanda, na qual trabalhavam 800 pessoas, até o seu encerramento em 1999.
A empresa produz uma série de aparelhos domésticos incluindo robôs de cozinha, picadoras, moedores de café, batedeiras e torradeiras. É concorrente da DeLonghi, Sunbeam-Oster, Braun, Salton, Proctor-Silex e Black & Decker.  
A marca Krups foi adquirida pelo Groupe SEB.